# Natura 2000-område nr. 93 Lindet Skov, Hønning Mose, Hønning Plantage og Lovrup Skov
 Natura 2000-område nr. 93 Lindet Skov, Hønning Mose, Hønning Plantage og Lovrup Skov er et Natura 2000-område der består af habitatområdet H82, og fuglebeskyttelsesområde F66 og er på ca. 25 km², der for en stor del er statsejet. Natura 2000-området er for den største del beliggende i Tønder Kommune og en lille del i Haderslev Kommune. Området ligger mellem Skærbæk og Toftlund og er domineret af skov, med lige dele nåleskov og løvskov - primært bøg på mor og egekrat. Jordbunden er sur og næringsfattig. Området veksler mellem smeltevands-sand, flyvesand, samt ferskvandstørv og gytje. Lindet Skov ligger i den nordligste del af området; umiddelbart syd herfor ligger Hønning Plantage og vest for denne Hønning Mose. Syd herfor ligger Råbjerg Plantage, med en lille naturfredning ved Råbjerg. Området er en del af Vandplan 1.10 Vadehavet.

## Beskrivelse
Under decemberorkanen 1999 væltede ca. 620 ha statsskov i området fuldstændigt. I den sydlige del af Hønning Plantage ligger Helm Polde, for hvilken der ligger en fredning, der skal sikre dens tilstand, der var ved fredningens vedtagelse i 1952. Det er tilladt at fjerne opvækst af vedplanter, dog ikke ene, på arealet.
Arealerne er nu genplantet, så skoven i dag fremstår som en mere varieret skov med mange forskellige træarter. Resterne af fortidens skove, ca. 86 ha gamle bøge- og egeskove, ligger i dag stadig urørte hen, som en del af Naturstyrelsens naturskovsstrategi. I alt omfattes 214 ha af Naturstyrelsens naturskovsstrategi.
I Hønning Plantage ligger et åbent indsande (Helm Polde) med klitformationer og indslag af ene og dværgbuske. I skovbevoksningen findes nogle få mindre moser samt overdrev. Den prioriterede skovnaturtype skovbevokset tørvemose findes på et mindre areal. Desuden findes større arealer med stilkegeskove og krat på mager sur bund samt egekrat i Hønning Plantage.
Maren Schmidts Skrøb (Lovrup Skov) og Råbjerg (Lovrup Plantage) er naturfredet med det formål at opretholde områdets karakter af egekrat . Helm Polde (i Hønning Plantage) er landskabsfredet med det formål at opretholde områdets karakter af indsande. Hønning Mose er en en del af et LIFE+projekt om genskabelse at højmoser i Danmark. Fuglefaunaen er artsrig og betydelig på såvel lokalt som nationalt niveau.

## Eksterne kilder og henvisninger
1. ↑  Vandplan 2010-2015, Vadehavet, Hovedvandopland 1.10 Arkiveret 14. november 2016 hos  Wayback Machine på svana.dk
2. ↑  Om fredningen af Maren Schmidts Skrøb og Raabjerg på fredninger.dk
3. ↑  Om fredningen af Helm Polde på fredninger.dk
4. ↑  Hønning Mose - delprojekt nr. 9 Arkiveret 5. februar 2017 hos  Wayback Machine på raisedbogsindenmark.dk hentet 4. februar 2017

- Naturplanen Arkiveret 5. februar 2017 hos  Wayback Machine
- Basisanalysen 2016-21 Arkiveret 5. februar 2017 hos  Wayback Machine